# Кінйосан-Мару
Кінйосан-Мару (Kinjosan Maru) — судно, яке під час Другої світової війни взяло участь у операціях японських збройних сил біля східного узбережжя Японського архіпелагу та на Каролінських островах.
Кінйосан-Мару спорудили в 1936 році на верфі Mitsui Bussan в Тамі для використання судноплавним підрозділом власника верфі. По завершенні судно поставили на лінію між Йокогамою та Дайреном (наразі Далянь у Маньчжурії). При цьому після початку Другої японо-китайської війни Кінйосан-Мару на нетривалий термін реквізували для потреб Імперської армії Японії.
3 лютого 1941-го судно реквізували для потреб Імперського флоту Японії та до 9 травня провели на верфі Osaka Iron Works та в арсеналі ВМФ у Куре переобладнання в допоміжний легкий крейсер. При цьому встановили чотири 120-мм гармати та надали можливість приймати до 400 мін.
З 4 по 12 грудня 1941-го Кінйосан-Мару п'ять разів виходив для постановки мін у протоці Бунго, яка веде до Внутрішнього Японського моря між островами Кюсю та Сікоку, а з 27 грудня 1941 по 1 січня 1942 провадив постановки у протоці Кії, що розділяє Сікоку та Хонсю. Крім того, 10 грудня Кінйосан-Мару виходив для надання допомоги танкеру «Сан-Дієго-Мару», який підірвався на нещодавно виставленому мінному загородженні, а 23 грудня взяв участь у проведенні через протоку Бунго авіаносного ударного з'єднання, що повернулось після атаки на Перл-Гарбор.
Кілька місяців Кінйосан-Мару ніс патрульну та протичовнову службу в районі протоки Бунго, а 10 квітня був переведений до 24-го ескортного дивізіону, що базувався на атолі Трук у центральній частині Каролінських островів (тут була головна база японського ВМФ у Океанії).
25 квітня 1942-го Кінйосан-Мару вирушив з Куре на Трук. 4 травня менш ніж за дві сотні кілометрів на північ від Труку американський підводний човен USS Greenling випустив по Кінйосан-Мару одну торпеду, яка влучила в середину корабля. Кінйосан-Мару розломився навпіл та затонув за три хвилини. Загинули майже всі члені екіпажу, хоча 13 травня ремонтне судно «Ямасіма-Мару» підібрало трьох вцілілих більш ніж за п'ять сотень кілометрів на захід від місця загибелі Кінйосан-Мару.